# Sogliano al Rubicone

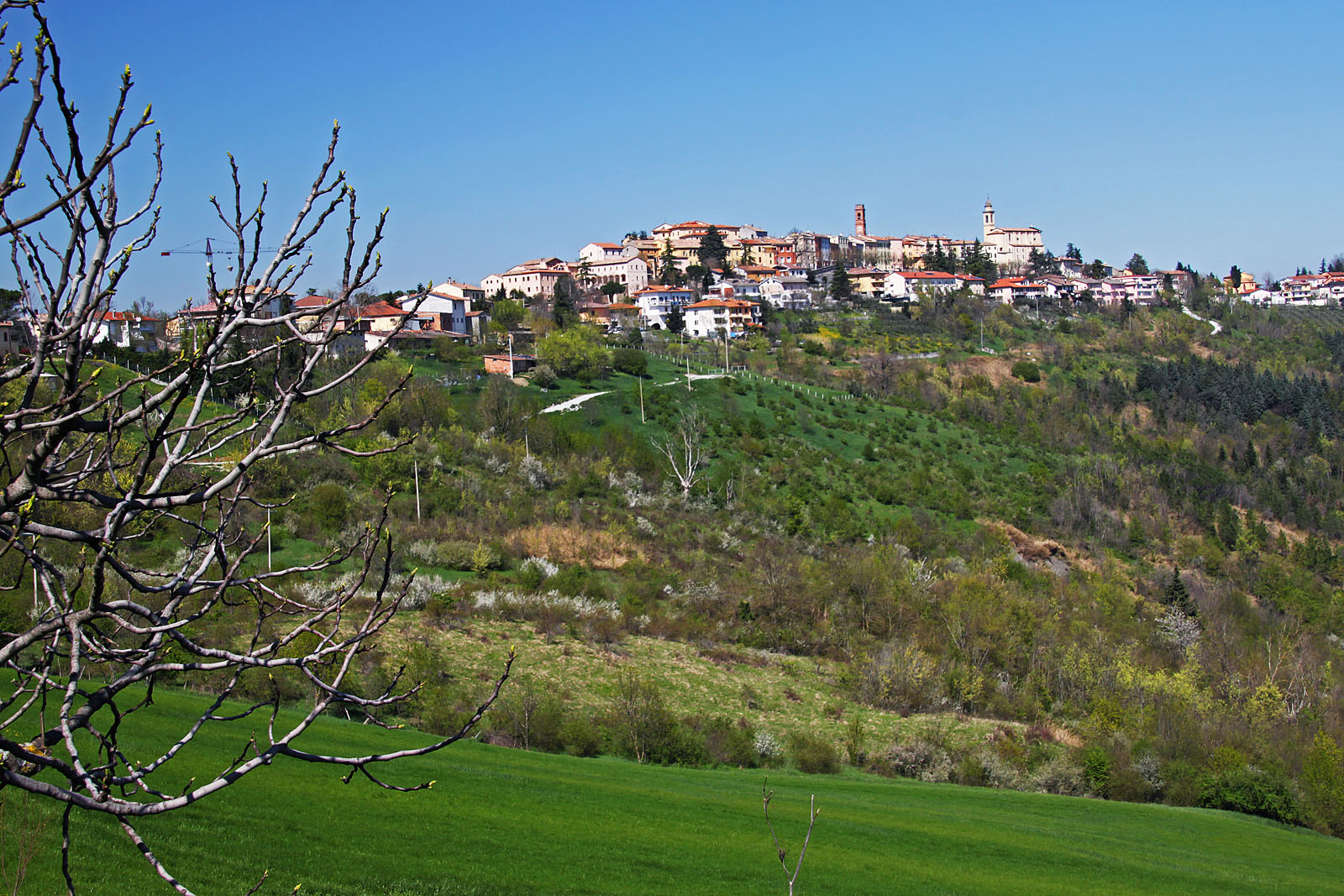
Hình ảnh thành phố Sogliano al Rubicone

Sogliano al Rubicone là một đô thị ở tỉnh Forlì-Cesena trong vùng Emilia-Romagna, có cự ly khoảng 90 km về phía đông nam của Bologna và khoảng 35 km về phía đông nam của Forlì. Tại thời điểm ngày 31 tháng 12 năm 2004, đô thị này có dân số 2.992 người và diện tích là 93,2 km².
Đô thị Sogliano al Rubicone có các frazioni (đơn vị trực thuộc, chủ yếu là các làng) Bagnolo, Vignola, Rontagnano, Strigara, Montegelli, Ponte Uso, Ponte Rosso, Montetiffi, S.Maria Riopetra, và Bivio Montegelli.
Sogliano al Rubicone giáp các đô thị: Borghi, Mercato Saraceno, Novafeltria, Roncofreddo, Sant'Agata Feltria, Sarsina, Talamello, Torriana.
Sogliano al Rubicone nổi tiếng với sản phẩm phô-mát "Formaggio di Fossa".